# Paracadutismo

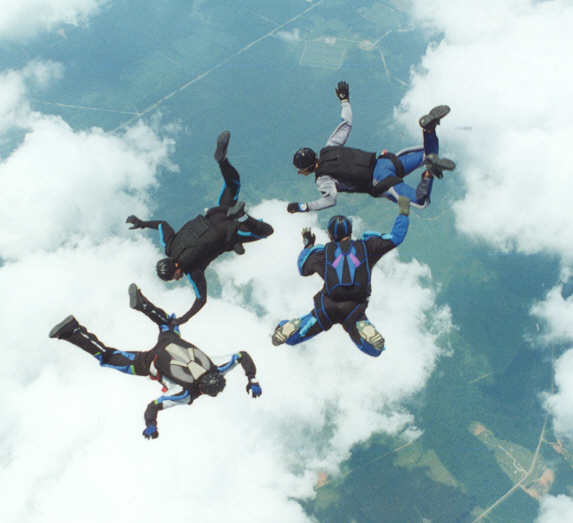
Una formazione di paracadutisti sportivi

Il paracadutismo è l'attività, sportiva o militare, che consiste nel lanciarsi da quote ragguardevoli, solitamente da un aereo o un elicottero, con un paracadute come strumento per rallentare la caduta e consentire un atterraggio sicuro.
Dall'idea di Leonardo da Vinci, che per primo pensò ad un cono rovesciato in grado di rallentare la caduta di un corpo immerso in un fluido, sul finire della prima guerra mondiale compaiono i primi pionieri del paracadutismo.
Da allora le tecniche di volo umano abbinate al paracadute, e le relative tecnologie dei materiali impiegati, insieme allo sviluppo del paracadutismo sportivo, hanno subito un'evoluzione molto significativa.

## Paracadutismo sportivo
Nella pratica sportiva del paracadutismo si è soliti saltare da una quota tra i 1000 e i 4500 metri circa per poi aprire il paracadute normalmente ad una quota consigliata di 900-800 metri, o 1500 metri per i lanci di addestramento e i lanci in tandem. Il dispositivo di apertura del paracadute principale (non tandem), deve essere azionato a quote non inferiori a 2.500 ft/750 m AGL 

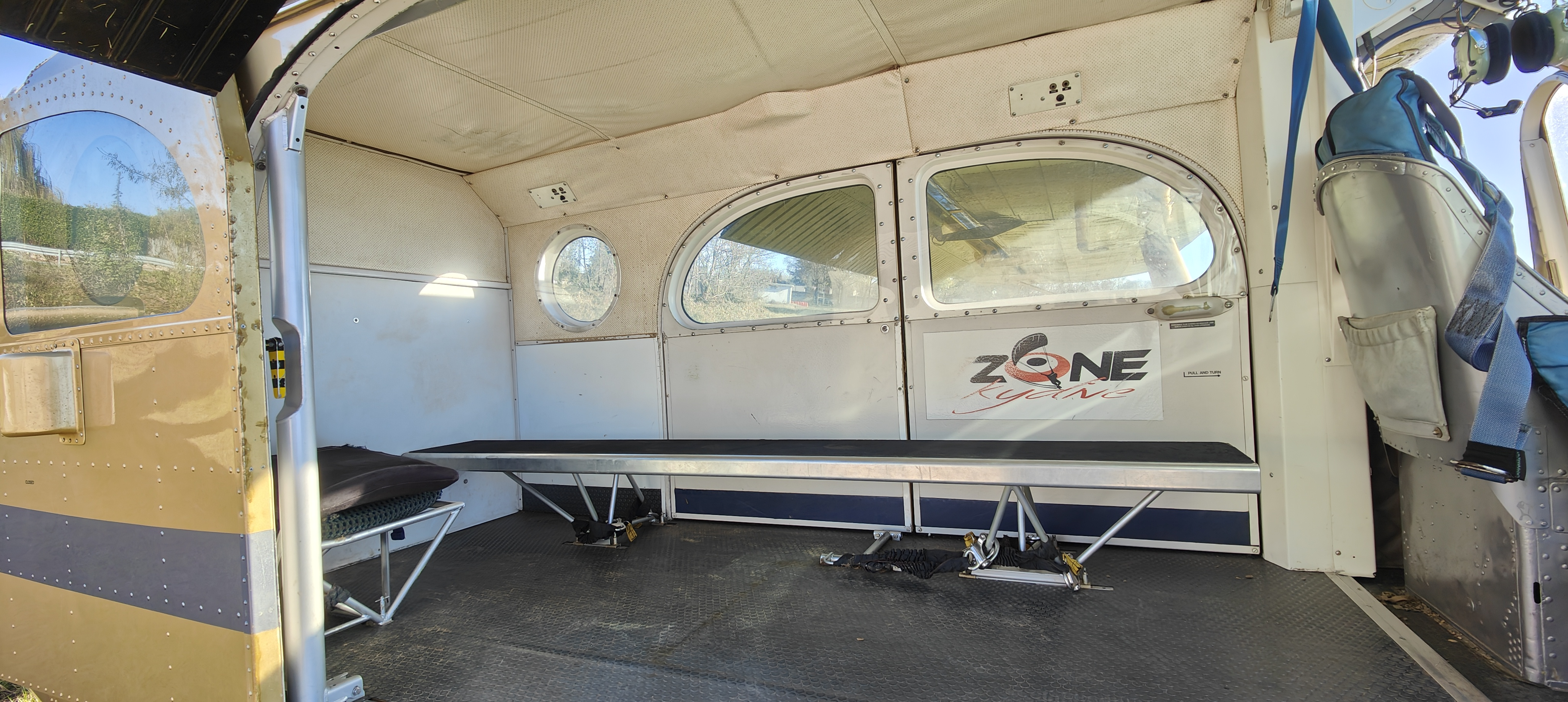
Particolare delle panche per i lanci di un Pilatus Porter PC-6

Nel paracadutismo si distinguono diverse specialità:
1. Stile (in inglese "Style", in francese "Voltige"). È la prima vera disciplina sportiva del paracadutismo moderno, ed è prettamente individuale. Consiste in un lancio da una quota di 2200 metri (approssimativamente 7000 piedi), con a disposizione circa una trentina di secondi di caduta libera. In questo frangente si deve eseguire una concatenazione di 6 evoluzioni, volteggi, nel minor tempo possibile che consistono in: un giro sull'orizzonte di 360 gradi, l'inversione di esso, una giravolta (looping) all'indietro e la ripetizione di questi. Per ogni lancio ci sono quattro combinazioni d'esecuzione che vengono sorteggiate in precedenza. Simultaneamente ogni concorrente viene ripreso da terra da una postazione video, e successivamente giudicato da una giuria. Detta giuria deve aggiungere delle frazioni di secondo di penalità al tempo effettivo di esecuzione, se ogni singola figura non viene effettuata correttamente nel beccheggio (pitch), rollio (roll) e giro di 360 gradi. Vince chi a fine gara, dopo più lanci, ha totalizzato un tempo totale inferiore.
2. Precisione in atterraggio, disciplina nata in concomitanza allo Stile ed anch'essa consiste in una prestazione individuale. I lanci avvengono da circa 1000 metri. L'obiettivo è di centrare in atterraggio con il tallone un bersaglio che, agli albori era un disco rosso di 10 cm di diametro, mutato poi in 5 cm e attualmente in 2 cm situato all'interno di un apparato elettronico che misura fino a 15 cm di errore dal centro. Vince la squadra o l'atleta che facendo la sommatoria dei lanci, totalizza un minor numero di centimetri di errore dal centro. In alcune gare la misura più alta di un round viene annullata. Le squadre sono composte da cinque persone e le categorie sono: femminile, master (oltre i 50 anni in Italia e i 45 nelle gare straniere), senior (dai 25 ai 45 o 50 anni) e junior (dai 18 ai 25 anni).
3. Combinata, ovvero la combinata delle due precedenti discipline. Vince l'atleta o la squadra che facendo la somma numerica della classifica di ogni singola disciplina totalizza un numero inferiore; ad es., chi è arrivato terzo in Stile e quarto in Precisione, vince su chi è arrivato primo in Stile e settimo in Precisione.
4. Paraski, nata dalla necessità di sviluppare il soccorso alpino. Consiste nella combinata di una gara di sci di slalom gigante, ed una gara di precisione in atterraggio in montagna, su piano e su pendio. Essendo una gara che combina due differenti discipline, la classifica viene stilata con metodi analoghi alla competizione citata precedentemente.
5. Formazioni in Caduta Libera (FCL), o Relative Work (RW). Nel lavoro relativo, squadre composte da due o più paracadutisti compongono durante la caduta libera più figure prefissate, seguendo dei criteri di velocità, precisione o stile a seconda delle categorie di gara. Solitamente vengono effettuate figure a quattro ed otto elementi.
6. Canopy Relative Work. Squadre di due o più paracadutisti s'impegnano dopo brevissima caduta (1 secondo o poco più) nel costituire formazioni a paracadute aperto, con prese di mani e piedi sulla velatura e sulle bretelle. Costituita una formazione a quattro il primo in alto molla le prese, e con varie metodiche ruota verso il basso e riaggancia la formazione (rotazione), oppure vengono costruite formazioni predeterminate (sequential); od ancora otto paracadutisti chiudono una formazione verticale nel più breve tempo possibile. Altamente spettacolare per la visibilità da terra, è tuttavia pericolosa per la possibilità di collisioni con avviluppo.
7. Free Style. In questa disciplina i paracadutisti, durante la caduta libera, si esibiscono in figure a corpo libero che ricordano esercizi di danza o ginnastica artistica.
8. Skysurf. Disciplina resa celebre da Patrick de Gayardon, lo skysurf consiste nell'affrontare la caduta libera con una versione ridotta della tavola da snowboard agganciata stabilmente ai piedi. La tavola consente di 'scivolare' sull'aria traslando e girando su se stessi a grande velocità. La tavola viene poi sganciata immediatamente prima di atterrare.
9. Speed skydiving. È la pratica estrema del paracadutismo di velocità, dove l'atleta, con un lancio da una quota stabilita (4.000 metri), si pone in posizione aerodinamica per raggiungere la massima velocità possibile entro i 1.700 metri di quota, dopo i quali inizia la fase di decelerazione per poi procedere all'apertura del paracadute.
10. Freefly. Nasce nel 1996, e diventa l'evoluzione del volo tridimensionale. le squadre sono composte da due elementi più il tecnico video, e volano insieme creando coreografie. Esistono anche squadre a quattro elementi più il tecnico video, che lavorano come una squadra di RW4 con figure obbligatorie.
11. Vertical Relative Work (VRW) o Vertical Formation Skydiving (VFS). È una disciplina piuttosto giovane che consiste nel costruire formazioni in caduta libera, durante le quali i performers mantengono posizioni verticali tipiche del freefly. Le squadre sono composte da 4 (VRW-4way) o 8 (VRW-8way) elementi, oltre ad un operatore video.
12. Canopy Piloting detto anche Swoop consiste nell'utilizzo di paracadute a profilo alare ad alte prestazioni per compiere atterraggi ad alta velocità e con lunghe flare. Esistono competizioni di Canopy Piloting suddivise in tre categorie: Speed, Accurancy e Free-Style. Nello speed si gareggia impiegando il minor tempo possibile ad attraversare due gate distanti 200 piedi, nell'Accurancy si valuta la precisione in atterraggio dopo essere passati in un percorso prestabilito, nel Free-Style si viene valutati per le acrobazie effettuate durante l'atterraggio.

### Lanci tandem

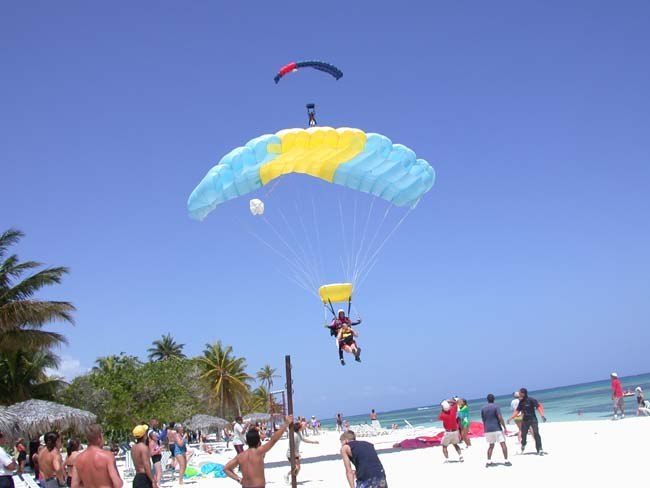
Un lancio tandem

Il paracadute Tandem è costruito per sostenere due persone imbracate insieme. Dà la possibilità di uscire fuori dall'aereo - con volo stabilizzato da un piccolo paracadute (il drogue) che servirà poi all'apertura di quello principale - alla quota di lancio imbracati ad un istruttore. Utilizzato per provare un lancio anche per chi non ha una preparazione specifica, permette di volare per circa sessanta secondi a 50 m/s (ovvero a circa 180 km/h), finché l'istruttore non aprirà il paracadute a circa 1500 metri. Il paracadute tandem è molto più grande di uno normale, (tra i 360 e i 400 piedi quadri) per sorreggere due persone.

### Caduta libera
La tecnica base è fondamentale nella caduta libera è la posizione orizzontale (Box Position): in questa posizione braccia e gambe sono leggermente divaricate ed il bacino è proteso in basso, in modo che il corpo assuma un profilo arcuato che consente di "stabilizzare la caduta", sia nel senso di seguire un asse verticale di discesa, sia nel senso di evitare rotazioni sull'asse di caduta stesso. In queste condizioni, la velocità limite equivale grossomodo a 200 km/h.
Durante caduta libera la velocità del paracadutista non aumenta in modo esponenziale con la distanza da lui percorsa, ma si stabilizza ad una velocità limite: sul corpo del paracadutista agisce una forza detta ritardatrice che è proporzionale alla velocità. Quando la forza ritardatrice diventa uguale alla forza peso dello sky diver si ha una situazione di equilibrio, ovvero una velocità di caduta libera costante. 
Tutto ciò è dimostrabile attraverso lo studio del moto di un corpo su cui agisce una forza ritardatrice: su un corpo (sky diver) in moto immerso in un fluido (aria) agisce sia la spinta di Archimede sia la forza ritardatrice, che è diretta con verso opposto alla velocità, cioè verso lo zenit. Considerando un paracadutista che salta da un oggetto non in movimento nell'istante iniziale del moto, ovvero appena il paracadutista salta, la sua velocità è nulla così come la forza ritardatrice, mentre la sua accelerazione è pari all'accelerazione di gravità. A mano a mano che il paracadutista scende, la velocità aumenta e l'accelerazione diminuisce fino a diventare nulla quando la velocità è massima (velocità limite) e quindi la forza ritardatrice diventa uguale alla forza peso; si ha così la situazione di equilibrio, la quale comporta una velocità costante. La velocità limite raggiungibile da un paracadutista dipende dalla tecnica di caduta che usa, dal suo abbigliamento e dal suo peso. 

### Corsi di paracadutismo
Il corso di tipo AFF (Accelerated Free Fall) nasce negli Stati Uniti agli inizi degli anni ottanta.
È composto da lezioni teoriche e da sette livelli, da effettuarsi in minimo sette salti in caduta libera da quote tra in 3500 e i 4500 metri. Ogni livello porta alla fase successiva e l'obiettivo è quello di rendere il paracadutista autonomo nel lancio. L'ultimo salto l'allievo lo effettuerà infatti da solo, uscendo dall'aereo in autonomia, trovando la posizione corretta, aprendo il paracadute alla quota giusta ed atterrando in una zona libera da ostacoli. Nella caduta libera ci saranno due istruttori nei primi tre livelli che voleranno accanto all'allievo e lo sosterranno fino a che non troverà l'equilibrio necessario, superati i quali si ridurranno a solo uno per i successivi. Verranno utilizzati paracadute appositamente costruiti per allievi, di dimensioni maggiori (solitamente tra i 230 i 320 piedi quadri) per avere un comportamento più dolce e facilitare gli atterraggi. 
Tutti coloro che si iscriveranno al corso di paracadutismo saranno sottoposti a vari esami, di norma: test fisici, elettrocardiogramma ed esame delle urine. Dal 23 marzo 2014, per motivi legati all'uso di sostanze stupefacenti, oltre all'esame delle urine con un arco di tempo di 3 mesi e circa 10 giorni verranno rilevate ogni traccia di usi di sostanze stupefacenti, con ulteriore accertamento per via di encefalogramma con una precisione di rilevamento nell'arco degli ultimi 8 mesi. I risultanti positivi a questo test verranno allontanati permanentemente dal corso e senza possibilità di fare parte a qualsiasi forza dell'ordine o corpi militari. 
Nel 1993 venne pubblicato un manuale di paracadutismo moderno AFF (Accelerated Free Fall) scritto da Emanuele Rizzo (preparatore atletico della Nazionale di paracadutismo di Casale Monferrato campione del mondo a Pechino) e Roberto Mirzan Presidente della Federazione.
L'ENAC fornisce diverse certificazioni:  
- licenza di paracadutista
- licenza  di  paracadutista  di  prima  classe
- abilitazione di Istruttore di paracadutismo
- certificazione speciale di Direttore di lancio

## Paracadutismo militare

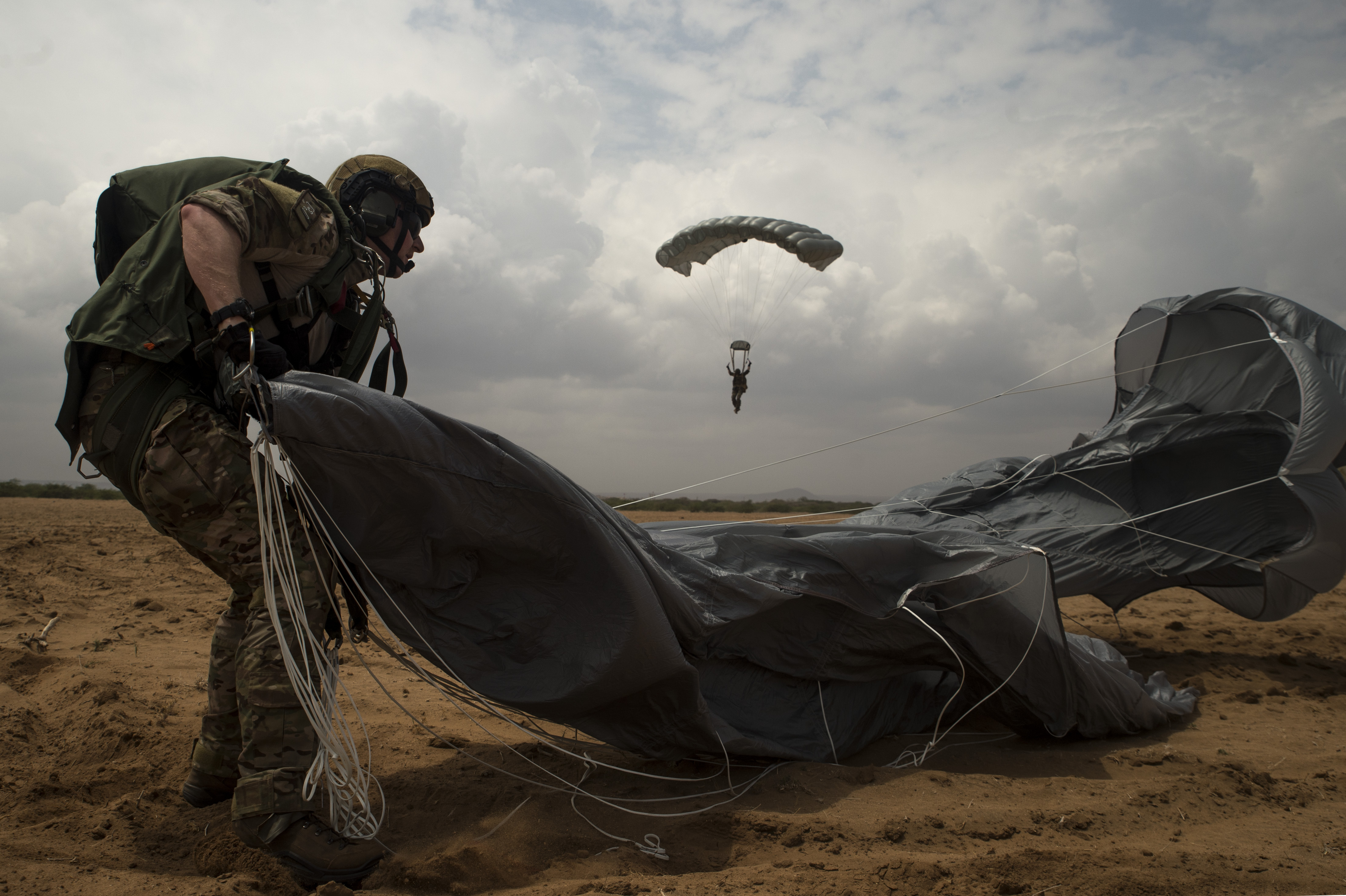
Paracadutista dell'U.S. Air Force

La prima scuola di paracadutismo militare nasce nel 1938 a Castel Benito, nell'allora Libia italiana, mentre il primo impiego operativo fu dei tedeschi nell'aprile 1940 con l'Operazione Weserübung.
Il paracadutismo militare è utilizzato per impieghi strategici e tattici dalle forze armate di numerosi stati. I paracadutisti militari possono far parte dell'esercito o dell'aeronautica (come "fanteria dell'aria"). Ad esempio in Italia, Gran Bretagna e USA i reparti di paracadutisti militari fanno tradizionalmente parte dell'esercito, in Germania erano invece parte della Luftwaffe (aeronautica) durante la seconda guerra mondiale, mentre dal dopoguerra sono parte dell'Heer (esercito) come in Francia sono parte dell'Armee de Terre (esercito).

### In Italia
In Italia la relativa scuola militare nazionale è istituita presso la caserma "Gamerra" di Pisa, dove è operativo il Centro Addestramento di Paracadutismo, ex SMIPAR. Presso il centro vengono svolti tutti i corsi di base per lancio vincolato, prevalentemente per gli allievi paracadutisti della Brigata paracadutisti "Folgore", ma anche per tutte le Forze armate e le forze dell'Ordine dello Stato: Alpini, Carabinieri, Polizia, piloti dell'Aeronautica e della Marina, Incursori e corpi speciali, e talvolta per corpi di forze armate straniere. 
Per i lanci vengono utilizzati i velivoli della 46ª Brigata Aerea dell'Aeronautica Militare, di stanza nel vicino aeroporto di Pisa San Giusto, con gli aerei Lockheed C-130J. In seguito, una volta "brevettati", si utilizzano gli elicotteri dell'esercito AB 205 e CH-47 Chinook per l'addestramento in missioni e operazioni militari. Solitamente si salta da un'altezza di circa 450 m.
Questi i diversi brevetti militari:
- paracadutista
- paracadutista con l'abilitazione ad effettuare aviolanci ad apertura comandata
- paracadutista abilitato al lancio d'alta quota (HALO/HAHO)
- direttore di lancio ad apertura comandata
- paracadutista con l'abilitazione alle funzioni di aiuto istruttore per lanci ad apertura comandata
- paracadutista con la qualifica di istruttore di paracadutismo per lanci ad apertura comandata

## Lanci da palloni aerostatici
Tra la fine degli anni cinquanta e l'inizio degli anni sessanta, aviatori di USA e URSS effettuarono lanci da palloni aerostatici posti ad alta quota per mettere a punto i sistemi di salvataggio delle capsule destinate ai futuri voli spaziali con uomini a bordo. In uno di questi lanci, nell'ambito del progetto Excelsior, l'americano Joseph Kittinger conquistò il record del mondo per il lancio da maggiore altezza (31.333 metri) raggiungendo la velocità di 982 km/h. Durante questo tipo di lanci vi furono anche degli incidenti e in uno di questi perse la vita il colonnello sovietico Pëtr Dolgov.
Il 14 ottobre 2012 l'austriaco Felix Baumgartner si lancia da 39.004 metri, diventando il primo uomo a superare il muro del suono in caduta libera raggiungendo i 1342,8 km/h (833,9 mph ovvero Mach 1,24).
Il 24 ottobre 2014 lo statunitense Alan Eustace si lancia da 41.419 metri, battendo il record di lancio da maggiore altezza di Baumgartner.